# 1638
1638 (MDCXXXVIII) var ett normalår som började en fredag i den gregorianska kalendern och ett normalår som började en måndag i den julianska kalendern.

## Händelser

### Mars

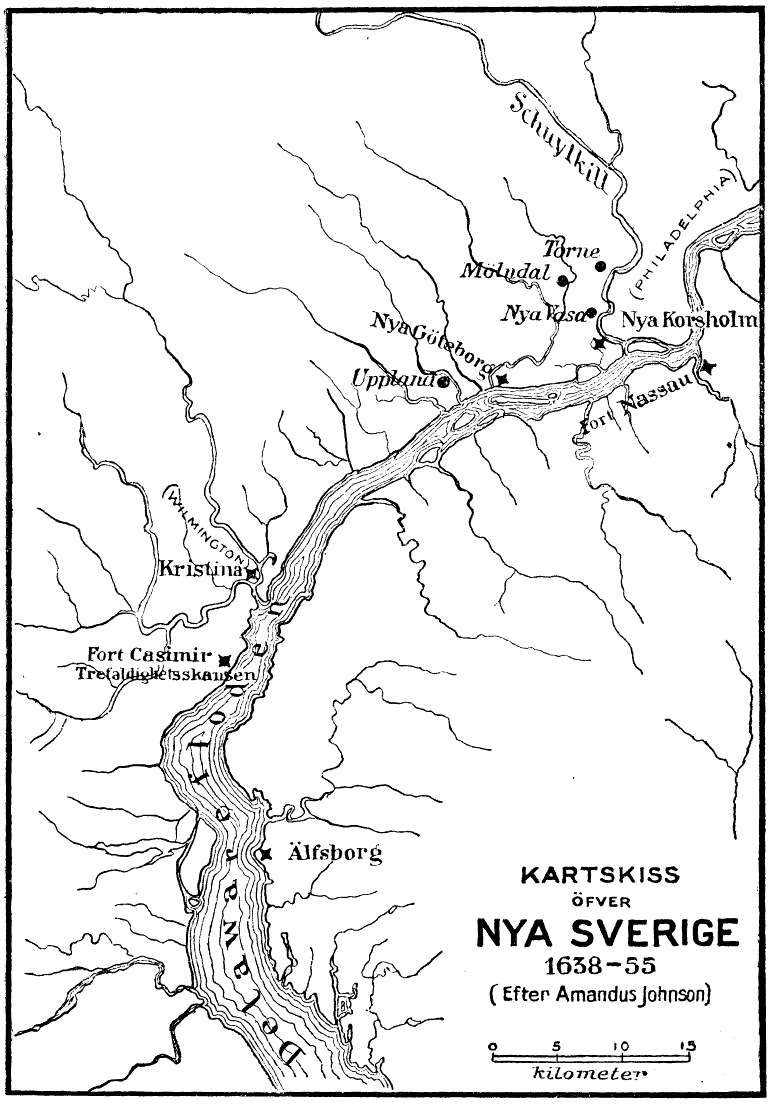
Nya Sverige.

- 3 mars – Fransmännen besegrar kejsarens trupper i slaget vid Rheinfelden.
- 29 mars – En svensk koloni, Nya Sverige, grundas i Nordamerika sedan Kalmar Nyckel och Fågel Grip lagt till vid Paradisudden vid Delawareflodens mynning.[1]

### Juni
- Juni – Peter Minuit ger sig av från Nya Sverige, mot Europa och lämnar befälet över kolonin till löjtnant Måns Kling.

### Augusti
- 9 augusti – Fransmännen och deras allierade besegrar kejsarens trupper i slaget vid Wittenweier.

### September
- 6 september – Generalguvernör Per Brahe d.y. inför postbefordran i Finland. Det svenska postverket grundades två år tidigare.
- 28 september – Staden Nyen vid Nevamynningen i Livland grundas.[2]

### December
- 7 december – Fransmännen erövrar Breisach.
- 13 december – Vid fastern Katarinas död väljer drottning Kristina att stanna på Stegeborgs slott.

### Okänt datum
- Johan Banér försvarar Pommern, Sveriges sista besittning i Tyskland.
- Sverige får nya subsidier av Frankrike, på villkor att fredsförhandlingarna med fienden skall föras gemensamt mellan de båda länderna.
- Inom kort köps mark från indianerna och Fort Christina byggs som skydd för Nya Sverige mot det konkurrerande nederländska kompaniet.
- Axel Oxenstierna lyckas, trots hårt motstånd från adeln, driva fram pengar till att bygga Riddarhuset.
- Den svenska förmyndarregeringen börjar ta till den kortsiktiga metoden, att sälja ut kronohemman, för att täcka krigskostnaderna.
- Per Brahe d.y. uppmärksammar att många finnar flyttar till Livland för att få skattefrihet.
- En pestepidemi når Sverige.
- Galileo Galilei ger ut Samtal och matematiska demonstrationer om två nya vetenskaper.
- Bild- och stenhuggareämbetet i Stockholm bildas av Heinrich Damer och fem andra mästare.

## Födda
- 10 januari – Nicolaus Steno, dansk geolog.
- 5 mars – Shunzhi, manchuisk monark, den förste kejsaren av Qingdynastin som härskade över Kina.
- 23 mars – Frederik Ruysch, holländsk läkare och anatom.
- 6 augusti – Nicolas Malebranche, fransk filosof.
- 5 september – Ludvig XIV, kung av Frankrike 1643–1715.
- 20 september – Antonio Gherardi, italiensk målare och arkitekt.
- 25 november – Katarina av Bragança, drottning av England, Skottland och Irland 1662–1685 (gift med Karl II)
- November – James Gregory, skotsk optiker.

## Avlidna
- 26 februari – Claude Gaspard Bachet de Méziriac, fransk matematiker.
- 6 maj – Cornelius Jansen, nederländsk teolog.
- 13 december – Katarina Vasa, svensk prinsessa, dotter till Karl IX och Maria av Pfalz, mor till Karl X Gustav.
- Pietro Paolo Floriani, italiensk arkitekt.
- Barbara Longhi, italiensk målare.
- Margareta Brahe, svensk hovfunktionär.

### Fotnoter
1. ↑  World Statesmen (läst 3 april 2011)
2. ↑  Nordisk familjebok 1914- Nyen (läst 3 april 2011)